# 今天不回家 (1969年電影)
《今天不回家》（英語：Accidental Trio）是一部台灣電影，大眾電影事業公司出品，由白景瑞執導，甄珍、武家麒、鈕方雨、雷鳴等人主演。

## 劇情簡介
《今天不回家》聚焦在一間當年台北的新式公寓中的三個家庭，針對其中成員不約而同的「蹺家行動」交錯對照。由：大學落榜的張珍珍由於面對學業壓力，以及父親嚴格的管教方式與指其「心性不定，會被魔鬼誘惑」語言責難，負氣逃家。逃家途中遇見同學的風流舅舅張博，一方面賭氣，也沉迷於張博的花言巧語，流連忘返於咖啡廳與舞廳中；新婚的華成與妻子十分恩愛，但在知道舊情人從美國回來之後，為了免去麻煩，藉口到高雄出差，卻在無意間被妻子蘇婷知道真相，也在舊情人投懷送抱之下心裡不斷地天人交戰；住在公寓下層的洪進德，雖然妻子任勞任怨，岳父岳母亦十分幫忙，但他仍然被四個孩子的生活壓得喘不過氣，被家庭生活壓得喘不過氣，只能在外頭為自己找喘息的空間，之後卻慘遭咖啡廳中的「豔遇」仙人跳。最後，在三人各自經歷了這些事情之後，才體悟到親情的可貴。

## 演員列表
張家
- 葛香亭 飾 張父
- 錢璐 飾 張母
- 甄珍 飾 張珍珍

汪家
- 武家麒 飾 汪華成
- 鈕方雨 飾 蘇婷(華成妻)

洪家
- 韓甦 飾 洪敬德
- 素珠 飾 素芳(敬德妻)
- 崔福生 飾 岳父
- 陶述 飾 岳母

其他
- 李芷麟 飾 楊曼萍(珍珍同學)
- 張冰玉 飾 楊曼萍母親
- 雷鳴 飾 張博(楊曼萍舅舅)
- 柯俊雄 飾 張博友人
- 紫蘭 飾 愛娜(華成前女友)
- 高幸枝 飾 風塵女子
- 歐威 飾 先前被乾洗的男子
- 文逸民 飾 老先生
- 潘潔漪 飾 老太太

## 音乐
影片主题歌〈今天不回家〉，作词作曲：左宏元，演唱：姚苏蓉。

「今天不回家」專輯1970年年初的再版品封套，特別在封套標題上將「不」改成「要」。

1969年海山唱片出版後，由於行政院新聞局質疑「今夜不回家」有妨害家庭溫馨之虞而被禁唱、禁播但不禁售，而更名為「今天要回家」。1970年初的再版品封套，特別在封套標題上將「不」改成「要」，唱片標籤卻還是寫著「今天不回家」。

## 外部連結
- 開眼電影網上《今天不回家》的資料（繁體中文）
- 香港影庫上《今天不回家》的資料（繁體中文）
- 豆瓣电影上《今天不回家》的資料 （简体中文）
- 互联网电影数据库（IMDb）上《今天不回家》的资料（英文）